# Mario Garba
Mario Garba (ur. 13 lutego 1977 w Sisaku) – chorwacki piłkarz występujący na pozycji pomocnika.

## Kariera piłkarska
Od 1995 roku występował w TŠK Topolovac, Kamen Ingrad, HNK Segesta, Cerezo Osaka, Naftaš Ivanić, Croatia Sesvete, Hrvatski Dragovoljac, PAS Hamedan, NK Imotski, Međimurje Čakovec, Konavljanin, Savski Marof, Lekenik i Metalac Sisak.